# Напослетку...
Напослетку... је девети студијски албум певача и кантаутора Ђорђа Балашевића. Објављен је 1996. године. Уз употребу само акустичних инструмената, албум „Напослетку...” је први Балашевићев потпуно фолк рок албум. Сличан звук има његов каснији албум Рани мраз из 2004. године. Најбољи утисак код публике су оставиле песме: „Напослетку”, „Намћор” и „Син јединац”.
Албум је изашао јуна 1996.

## Позадина
Јануара 1994. године одржава легендарне концерте у Сава центру. Те концерте је преносила ТВ Политика. Новембра исте године, одржао је концерт у Љубљани. Паралелно са концертима, писао је књигу "Један од оних живота". Средином 90-их година је постао отац по трећи пут.

## Албум
Албум је најављен крајем 1995. године. Неке песме одговарају највишим стандардима кафанских класика, а неке песничким дометима.

## Турнеја
Албум је промовисан у Сава центру (Београд), Љубљани, Новом Саду, Њујорку, Скендерији у Сарајеву почетком фебруара 1998.

## Песме
Све песме је написао Ђорђе Балашевић.
1. Напослетку... – 5:45
2. Дођошка – 4:16
3. Намћор – 5:32
4. Регрутеска – 7:19
5. Последња невеста – 4:10
6. Михољско лето – 4:47
7. Син јединац – 4:44
8. Дрвена песма – 5:59
9. Успаванка за дечака – 4:15

## Музичари
- Ђорђе Балашевић - вокал
- Александар Дујин - клавир
- Душан Безуха - гитара
- Ђорђе Петровић - клавијатуре, продуцент
- Александар Кравић - бас гитара
- Јосип Ковач - саксофон
- Петар Радмиловић - бубњеви
- Гудачи Светог Ђорђа
- Игнац Шен - виолина (у песмама „Напослетку...” и „Последња невеста”)
- Јосип Кики Ковач - сопран саксофон (у песмама „Намћор” и „Успаванка за дечака”)
- Горан Маринковић - фагот (у песми „Дрвена песма”)
- Ненад Маринковић - обоа (у песми „Дрвена песма”)
- Драган Козарчић - труба (у песми „Регрутеска”)
- Александра Стојановић - инжењер звука